# Callocleonymus chuxiongensis
Callocleonymus chuxiongensis är en stekelart som beskrevs av Yang 1996. Callocleonymus chuxiongensis ingår i släktet Callocleonymus och familjen puppglanssteklar. Inga underarter finns listade.